# Йоке (язык)
Йоке (также известен как битовондо, джауке, пауви, яуке, йоки) — папуасский язык, на котором говорят в Индонезии (округ Сарми, восточнее рек Варембори и Мамберамо, деревня Мантарбори, недавно перебрались на берег из внутреннего района).